# Hjørring Kommune

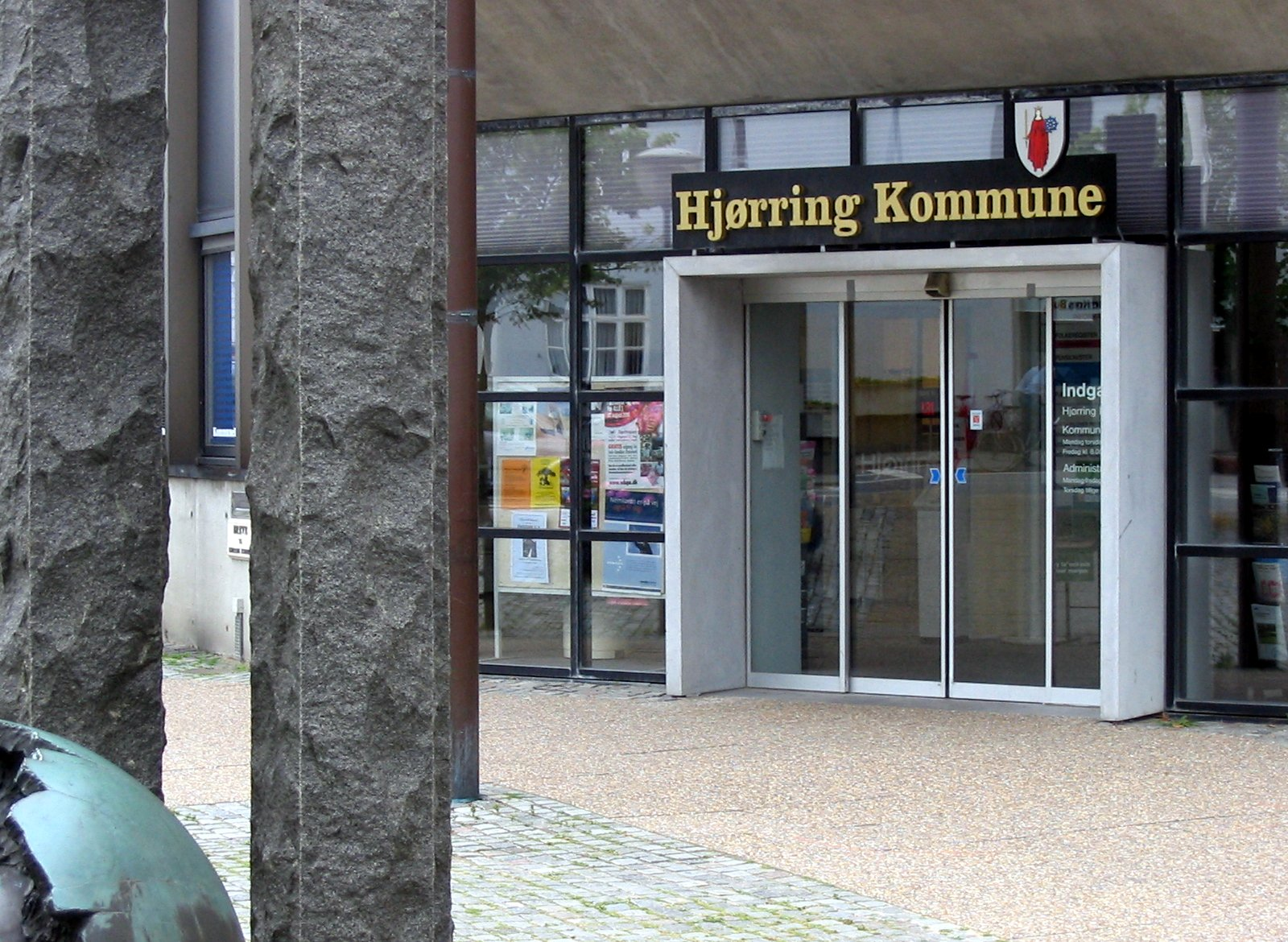
Kommunalverwaltung Hjørring

Hjørring Kommune ist eine dänische Kommune in der Region Nordjylland. Sie entstand am 1. Januar 2007 im Zuge der Kommunalreform durch Vereinigung der bisherigen Kommunen Hjørring, Hirtshals, Løkken-Vrå und Sindal im Nordjyllands Amt. Die Kommunalverwaltung hat ihren Sitz in der Stadt Hjørring.
Die Kommune erstreckt sich über eine Fläche von 925,70 km² und hat 63.998 Einwohner (Stand 1. Januar 2023).

## Bevölkerungsentwicklung
Einwohnerzahl zum 1. Januar:
- 2007 - 67.118
- 2008 - 67.121
- 2010 - 66.803
- 2015 - 65.295
- 2023 - 63.998

## Kirchspielsgemeinden und Ortschaften in der Kommune
Auf dem Gemeindegebiet liegen die folgenden Kirchspielsgemeinden (dän.: Sogn) und Ortschaften mit über 200 Einwohnern  (byområder (dt.: „Stadtgebiete“) nach Definition der Statistikbehörde); Einwohnerzahl am 1. Januar 2023, bei einer eingetragenen Einwohnerzahl von Null hatte der Ort in der Vergangenheit mehr als 200 Einwohner:
| Sogn                 | Einwohner | Ortschaft      | Einwohner |
| -------------------- | --------- | -------------- | --------- |
| Asdal Sogn           | 779       | Åbyen          | 483       |
| Astrup Sogn          | 1.017     | Astrup         | 528       |
| Bindslev Sogn        | 1.607     | Bindslev       | 1.028     |
| Bjergby Sogn         | 1.153     | Bjergby        | 905       |
| Børglum Sogn         | 736       | Børglum        | < 200     |
| Em Sogn              | 197       |                |           |
| Harritslev Sogn      | 175       |                |           |
| Hirtshals Sogn       | 5.558     | Hirtshals      | 5.538     |
| Horne Sogn           | 888       | Horne          | 669       |
| Hæstrup Sogn         | 351       | Harken         | 376       |
| Hørmested Sogn       | 787       |                |           |
| Jelstrup Sogn        | 536       | Hundelev       | 227       |
| Lendum Sogn          | 1.027     | Lendum         | 488       |
| Lyngby Sogn          | 153       |                |           |
| Løkken-Furreby Sogn  | 1.747     | Løkken         | 1.638     |
| Mosbjerg Sogn        | 716       | Mosbjerg       | 241       |
| Mygdal Sogn          | 560       |                |           |
| Mårup Sogn           | 606       | Lønstrup       | 555       |
| Rakkeby Sogn         | 486       | Rakkeby        | 213       |
| Rubjerg Sogn         | 307       | Sønder Rubjerg | < 200     |
| Sankt Catharinæ Sogn | 13.975    |                |           |
| Sankt Hans Sogn      | 4.659     |                |           |
| Sankt Olai Sogn      | 4.031     |                |           |
| Sejlstrup Sogn       | 146       |                |           |
| Sindal Sogn          | 3.271     | Sindal         | 3.085     |
| Skallerup Sogn       | 480       |                |           |
| Tolne Sogn           | 462       | Tolne          | < 200     |
| Tornby Sogn          | 1.386     | Tornby         | 959       |
| Tversted Sogn        | 808       | Tversted       | 544       |
| Tårs Sogn            | 3.197     | Tårs           | 1.850     |
| Uggerby Sogn         | 451       | Uggerby        | < 200     |
| Ugilt Sogn           | 1.046     | Lørslev        | 278       |
| Vejby Sogn           | 181       |                |           |
| Vennebjerg Sogn      | 440       |                |           |
| Vidstrup Sogn        | 337       | Vidstrup       | < 200     |
| Vrejlev Sogn         | 1.515     | Poulstrup      | 429       |
| Vrensted Sogn        | 591       | Vrensted       | 293       |
| Vrå Sogn             | 3.073     | Vrå            | 2.615     |
|                      |           | Hjørring       | 25.917    |

1. 1 2 3 4 5  Børglum hatte 2011 erstmals weniger als 200 Einwohner, Uggerby 2015, Tolne 2018, Vidstrup 2020, Sønder Rubjerg 2023.
2. 1 2 3  Harken erstreckt sich über die Sogne Vrejlev Sogn und Hæstrup Sogn.

## Städtepartnerschaften
Die Kommune Hjørring unterhält fünf Städtepartnerschaften, von denen vier bei der Kommunalreform 2007 von der Stadt Hjørring übernommen wurden.
| Stadt        | Land     |
| ------------ | -------- |
| Kerava       | Finnland |
| Kristiansand | Norwegen |
| Reykjanesbær | Island   |
| Trollhättan  | Schweden |
| Runavík      | Färöer   |

## Archäologische Fundplätze
- Varbrogaard
- Dysse von Tornby
- Steinkiste von Horne mit Schälchen auf dem Friedhof der Horne Kirke.
- Vorzeitäcker bei Gedebjerg-Huse auf der Tolstrup Hede

## Bildung
In Bjergby gibt es die Kunsthandwerkschule Uggerby Husflid.